# Liste der Monuments historiques in Les Noës-près-Troyes
Die Liste der Monuments historiques in Les Noës-près-Troyes führt die Monuments historiques in der französischen Gemeinde Les Noës-près-Troyes auf.

## Liste der Immobilien
| Bezeichnung                  | Beschreibung                       | Standort                 | Kennzeichnung | Schutzstatus | Datum | Bild           |
| ---------------------------- | ---------------------------------- | ------------------------ | ------------- | ------------ | ----- | -------------- |
| Kirche Nativité-de-la-Vierge | Anfang des 16. Jahrhunderts erbaut | Place Jules Ferry (Lage) | PA00078169    | Classé       | 1907  | weitere Bilder |

## Liste der Objekte
| Bezeichnung                             | Beschreibung | Standort                                         | Kennzeichnung | Schutzstatus | Datum | Bild           |
| --------------------------------------- | --- | ------------------------------------------------ | ------------- | ------------ | ----- | -------------- |
| Skulptur Johannes der Täufer            | Kalkstein, farbig gefasst, 16. Jahrhundert                                                                       | in der Kirche Nativité-de-la-Vierge (Lage)       | PM10003471    | Inscrit      | 1978  |                |
| Skulptur Madonna mit Kind (1)           | Eichenholz, farbig gefasst, 18. Jahrhundert                                                                      | in der Kirche Nativité-de-la-Vierge (Lage)       | PM10003473    | Inscrit      | 1980  |                |
| Nikolausaltar                           | Retabel mit drei Tafelbildern; Eichenholz, farbig gefasst und vergoldet, sowie Ölfarbe auf Holz, 17. Jahrhundert | in der Kirche Nativité-de-la-Vierge (Lage)       | PM10001372    | Classé       | 1908  |                |
| Skulptur Johannes Evangelist            | aus einer Kreuzigungsgruppe; Eichenholz, farbig gefasst, Ende des 16. Jahrhunderts                               | in der Kirche Nativité-de-la-Vierge (Lage)       | PM10001378    | Classé       | 1978  |                |
| Prozessionskreuz                        | Bronze, 12. Jahrhundert; im Kathedralschatz in Troyes deponiert                                                  | in der Kirche Nativité-de-la-Vierge (Lage)       | PM10001365    | Classé       | 1894  |                |
| Kirchenfenster                          | auf der Nordseite des Chorraums; aus dem 16. und 17. Jahrhundert                                                 | in der Kirche Nativité-de-la-Vierge (Lage)       | PM10001367    | Classé       | 1907  |                |
| Skulptur Heiliger Gangolf               | Kalkstein, farbig gefasst, 16. Jahrhundert                                                                       | in der Kirche Nativité-de-la-Vierge (Lage)       | PM10001369    | Classé       | 1908  |                |
| Skulptur Madonna mit Kind (2)           | Kalkstein, farbig gefasst, Ende des 14. Jahrhunderts                                                             | in der Kirche Nativité-de-la-Vierge (Lage)       | PM10001370    | Classé       | 1908  |                |
| Skulptur Heilige Margaretha             | Kalkstein, farbig gefasst, Ende des 16. Jahrhunderts                                                             | in der Kirche Nativité-de-la-Vierge (Lage)       | PM10001376    | Classé       | 1978  |                |
| Weihwasserbecken (1)                    | Kalkstein, 13. Jahrhundert                                                                                       | in der Kirche Nativité-de-la-Vierge (Lage)       | PM10003470    | Inscrit      | 1978  |                |
| Skulptur Heilige Barbara                | Kalkstein, farbig gefasst, 16. Jahrhundert                                                                       | in der Kirche Nativité-de-la-Vierge (Lage)       | PM10001371    | Classé       | 1908  |                |
| Taufbecken                              | mit Deckel; Kalkstein, Holz, bezeichnet 1654                                                                     | in der Kirche Nativité-de-la-Vierge (Lage)       | PM10001373    | Classé       | 1908  |                |
| Skulptur Heiliger Nikolaus              | Kalkstein, farbig gefasst, 16. Jahrhundert                                                                       | in der Kirche Nativité-de-la-Vierge (Lage)       | PM10001377    | Classé       | 1978  |                |
| Skulptur Heiliger Sebastian             | Kalkstein, farbig gefasst, 16. Jahrhundert                                                                       | in der Kirche Nativité-de-la-Vierge (Lage)       | PM10001381    | Classé       | 1978  |                |
| Skulptur Christus in der Rast           | Kalkstein, farbig gefasst, 16. Jahrhundert                                                                       | in der Kirche Nativité-de-la-Vierge (Lage)       | PM10001382    | Classé       | 1978  |                |
| Skulptur Heilige Sabina                 | Kalkstein, farbig gefasst, 14. oder 16. Jahrhundert                                                              | in der Kirche Nativité-de-la-Vierge (Lage)       | PM10001375    | Classé       | 1978  |                |
| Skulptur Maria                          | aus einer Kreuzigungsgruppe; Eichenholz, farbig gefasst, Ende des 16. Jahrhunderts                               | in der Kirche Nativité-de-la-Vierge (Lage)       | PM10001379    | Classé       | 1978  |                |
| Skulptur Heiliger Maurus                | Holz, farbig gefasst, 16. Jahrhundert                                                                            | in der Kirche Nativité-de-la-Vierge (Lage)       | PM10001380    | Classé       | 1978  |                |
| Skulptur Heiliger Lupus                 | Kalkstein, 16. Jahrhundert                                                                                       | außen an der Kirche Nativité-de-la-Vierge (Lage) | PM10001384    | Classé       | 1978  |                |
| Weihwasserbecken (2)                    | Kalkstein, 16. Jahrhundert                                                                                       | in der Kirche Nativité-de-la-Vierge (Lage)       | PM10003469    | Inscrit      | 1978  |                |
| Zwei Skulpturen: Frauen am Grab Christi | kalkstein, 16. Jahrhundert                                                                                       | in der Kirche Nativité-de-la-Vierge (Lage)       | PM10003468    | Inscrit      | 1978  |                |
| Skulpturengruppe Unterweisung Mariens   | Kalkstein, farbig gefasst, 16. Jahrhundert                                                                       | in der Kirche Nativité-de-la-Vierge (Lage)       | PM10003472    | Inscrit      | 1980  |                |
| Hauptaltar                              | Passionsretabel; Eichenholz, farbig gefasst und vergoldet, 16. Jahrhundert                                       | in der Kirche Nativité-de-la-Vierge (Lage)       | PM10001366    | Classé       | 1894  | weitere Bilder |
| Pietà                                   | Kalkstein, farbig gefasst, 16. Jahrhundert                                                                       | in der Kirche Nativité-de-la-Vierge (Lage)       | PM10001368    | Classé       | 1908  |                |
| Vier Kirchenstühle                      | Eichenholz, 16. Jahrhundert                                                                                      | in der Kirche Nativité-de-la-Vierge (Lage)       | PM10001374    | Classé       | 1913  |                |
| Skulptur Madonna mit Kind (3)           | Kalkstein, 17. Jahrhundert                                                                                       | in der Kirche Nativité-de-la-Vierge (Lage)       | PM10001383    | Classé       | 1978  |                |